# Acidocroton oligostemon
Acidocroton oligostemon är en törelväxtart som beskrevs av Ignatz Urban. Acidocroton oligostemon ingår i släktet Acidocroton och familjen törelväxter. Inga underarter finns listade i Catalogue of Life.